# S:t Mikael
S:t Mikael: Traumaenheten är en svensk TV-serie i 24 delar från 1998–1999 om ett sjukhus.

## Roller, urval
- Emil Forselius - Max Sterning
- Leif Andrée - Jan Matsson
- Björn Gedda - Lars Wenkman
- Åsa Forsblad - Eva Gunnarsdotter
- Mats Rudal - Krister Nordlund
- Mats Långbacka - Jörgen Cedermark
- Erika Höghede - Yvonne Hallman
- Chatarina Larsson - Anita Johansson
- Rebecka Hemse - Cecilia Ciderius
- Sanna Mari Patjas -  Marie
- Douglas Johansson - Börje
- Kelly Tainton - Peter
- Michael Nyqvist - Svante Nylen
- Fredrik Dolk - Sven Lindholm
- Sven-Åke Wahlström - Polisass. Almkvist
- Inga Ålenius - Elsa Larsson
- Jonas Karlsson - Okänd man
- Lena Dahlman - Birgitta
- Mira Mandoki - Jonna Karlsson
- Kristina Törnqvist - Ingela Karlsson
- Thomaz Ransmyr - Hare Krishna
- Hans Mosesson -  Assar Göransson
- Aida Gordon - Ylva Sörensson
- Lena-Pia Bernhardsson - Ann-Sofie Bernardsson